# 진 유공 (규진)
진 유공(陳 幽公, ? ~ 기원전 832년, 재위: 기원전 854년 ~ 기원전 832년)은 중국 춘추 시대 진(陳)나라의 6대 임금으로, 휘는 영(寧)이다.

## 사적
아버지 신공이 죽은 후 뒤를 이었다.
유공 23년(기원전 832년)에 죽으니, 아들 효가 뒤를 이었다.
| 전임 아버지 신공 어융 | 제6대 진나라의 후작 기원전 854년 ~ 기원전 832년 | 후임 아들 희공 효 |